# IX народно събрание
Деветото народно събрание е деветият поред, последен парламент на Народна република България. Ако се спази номерацията на предходните парламенти, то е XXXV поред Обикновено народно събрание. Открито е на 17 юни 1986 г. и закрито на 3 април 1990 г.

## Избори
На изборите за парламент за ОФ гласуват 6 639 562 избиратели или общо 99,91 % от всички избиратели. Избрани са общо 400 народни представители, от които 316 мъже и 84 жени. От всички депутати 276 души са от БКП, 99 от БЗНС и 25 са безпартийни.
| Парламентарни групи               | Народни представители | Процент |
| --------------------------------- | --------------------- | ------- |
| Българската комунистическа партия | 276                   | 69%     |
| Български земеделски народен съюз | 99                    | 24,75%  |
| Безпартийни                       | 25                    | 6,25%   |
| ОБЩО:                             | 400                   | 100%    |

## Място
Заседанията се провеждат в сградата на Народното събрание.

## Сесии
- I редовна 17 – 18 юни 1986
- II редовна 30 – 31 октомври 1986
- III редовна 24 – 25 декември 1986
- IV редовна 29 април 1987
- V редовна 7 – 8 юли 1987
- VI редовна 18 август 1987
- VII редовна 9 – 10 декември 1987
- VIII редовна 28 – 29 юли 1988
- IX редовна 15 – 16 декември 1988
- X редовна 9 – 10 май 1989
- XI редовна 17 ноември 1989
- XII редовна 14 декември 1989
- XIII редовна 15 януари 1990
- XIV редовна 25 януари, 3, 8 февруари 1990
- XV редовна 5 март 1990
- XVI редовна 28 март – 3 април 1990

Поради настъпилите сериозни промени в България след 10-ноемврийския пленум на ЦК на БКП през 1989 г. се налагат законодателни промени. Най-напред на 18 декември 1989 г. са отменени някои от членовете в Наказателния Кодекс, касаещи противодържавна агитация и пропаганда и е обявена амнистия След това на 15 януари 1990 Народното събрание гласува отмяната на член първи от Конституцията на Народна република България, постулиращ ръководната роля на БКП. На 3 април 1990 Народното събрание отново променя Конституцията, като закрива Държавния съвет и вместо него създава поста Председател (президент) на Републиката. На поста председател е избран Петър Младенов. Друга важна промяна на Конституцията е промяната на член 13, отменящ социалистическата икономическа система и обществената собственост върху средствата за производство. Вместо това се признават „всички видове собственост“ и „свободната стопанска инициатива и конкуренция“.
Също в съответствие с постигнатите споразумения на Националната кръгла маса е приет закон за провеждане на избори за Велико народно събрание. След това Народното събрание прекратява пълномощията си предсрочно.

## Председател на бюрото на Народното събрание
- Станко Тодоров

### Подпредседатели на бюрото на Народното събрание
- Атанас Димитров
- Дража Вълчева
- Милена Стамболийска